# Manciano
Manciano és un municipi situat al territori de la província de Grosseto, a la regió de la Toscana (Itàlia).
Limita amb els municipis de Canino, Capalbio, Ischia di Castro, Magliano in Toscana, Montalto di Castro, Orbetello, Pitigliano, Roccalbegna, Scansano, Semproniano i Sorano.
Pertanyen al municipi les frazioni de Marsiliana, Montemerano, Poderi di Montemerano, Poggio Capanne, Poggio Murella, San Martino sul Fiora i Saturnia

## Galeria

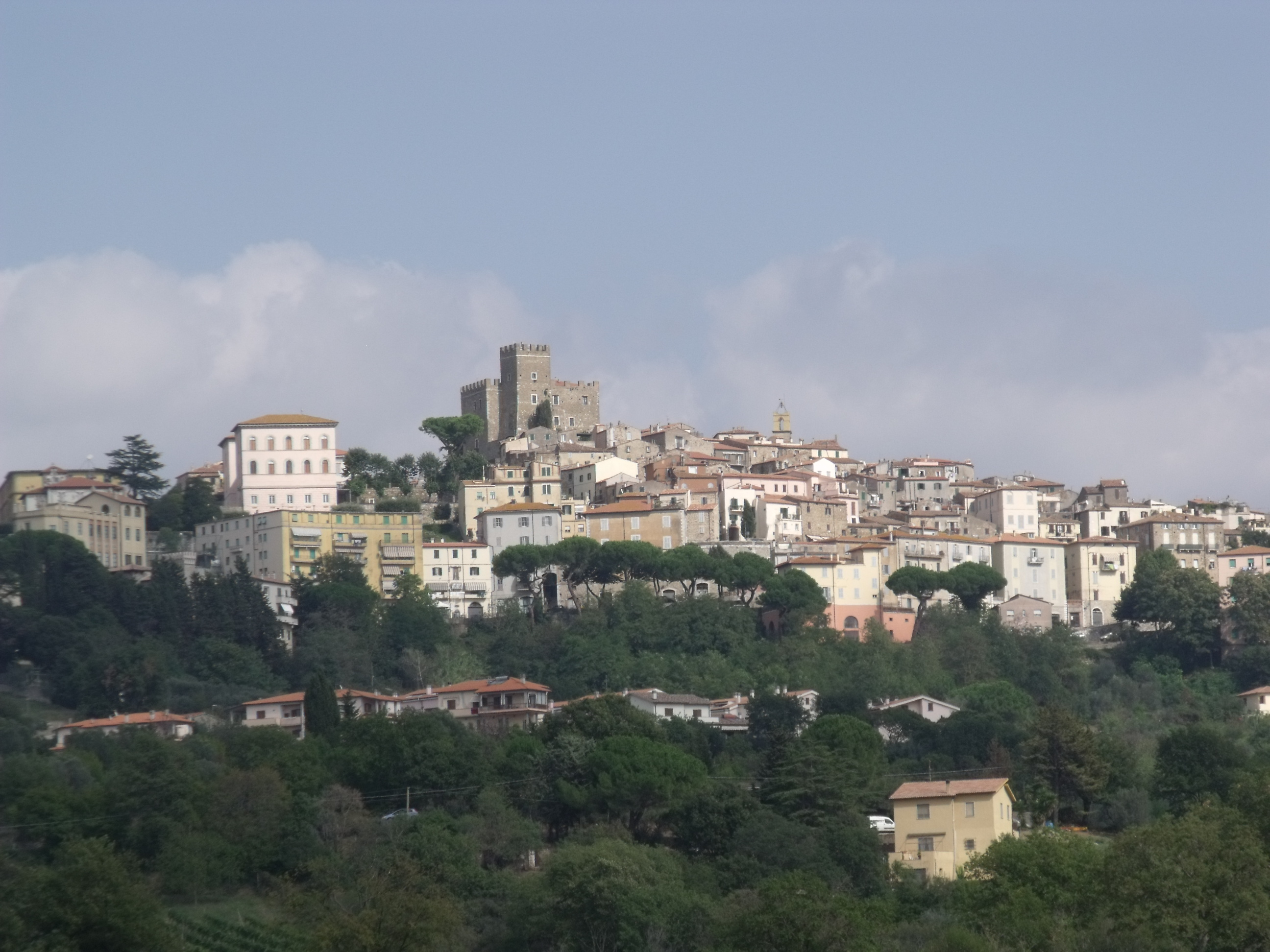
Vista de Manciano
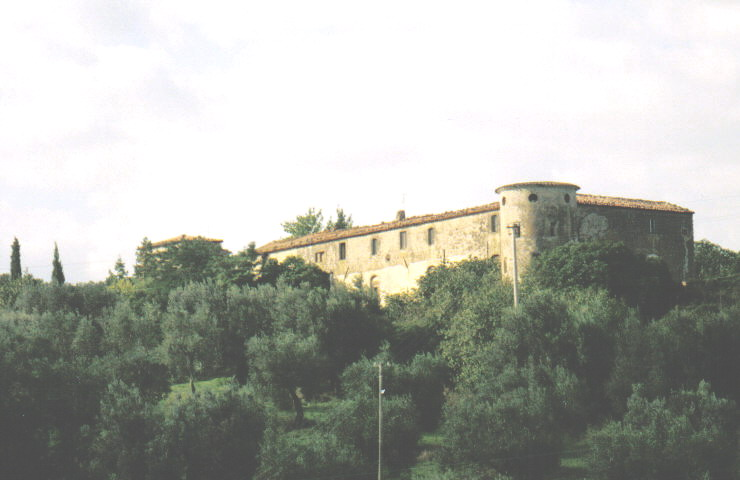
Fattoria della Campigliola
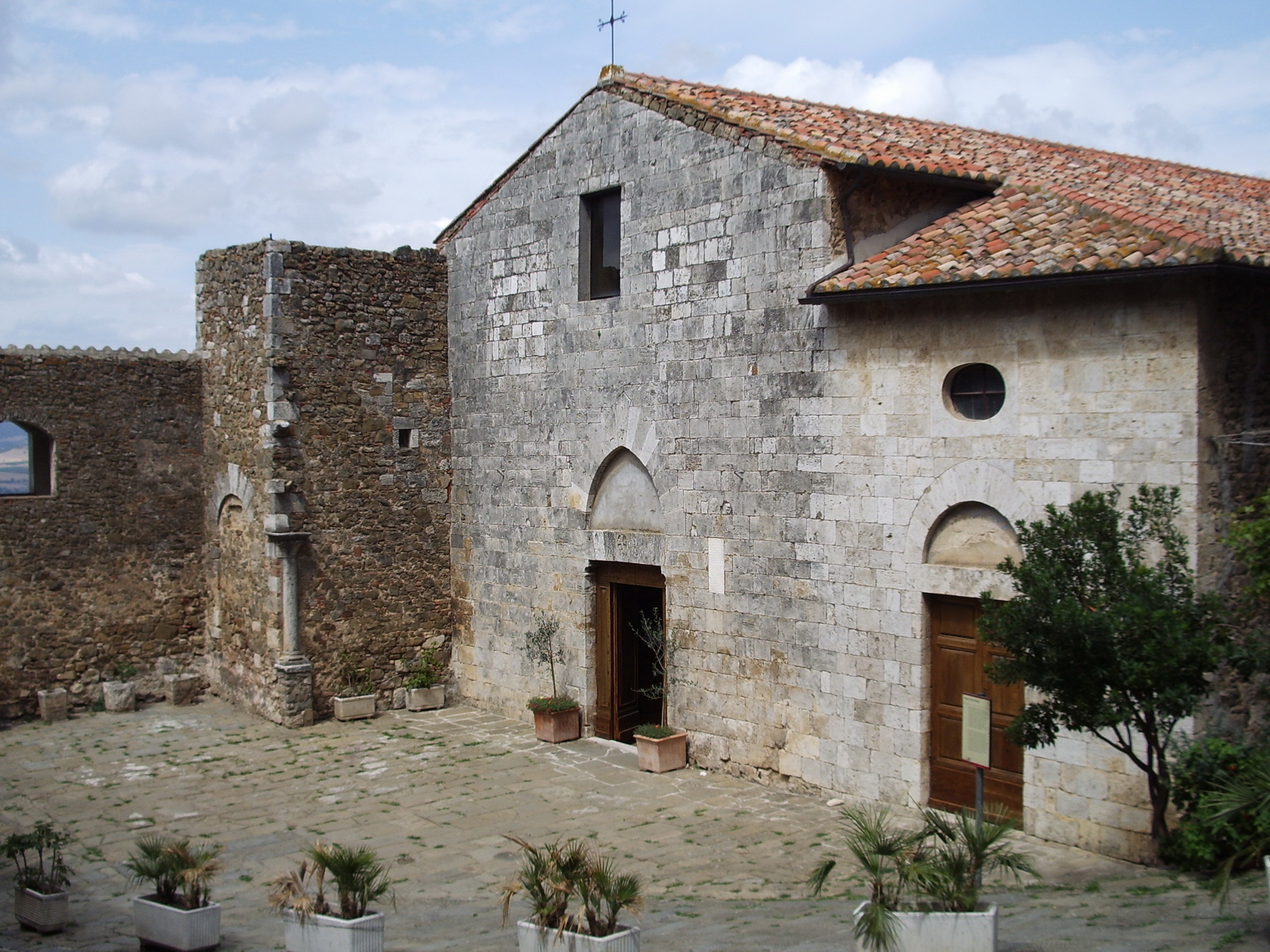
Església de S. Jordi (Montemerano)
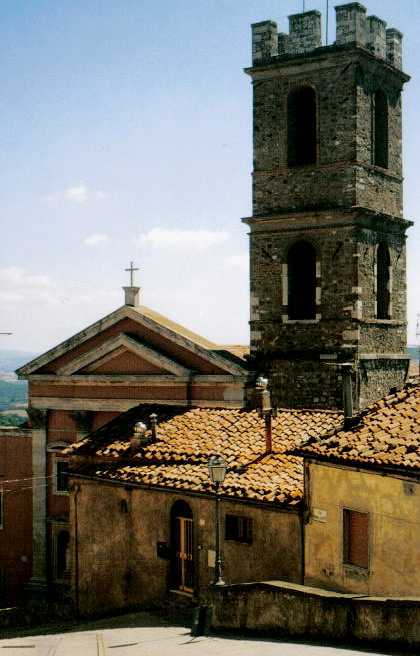
Església de Sant Leonardo
Localització de Manciano a la província de Grosseto